# Dana (buddhism)

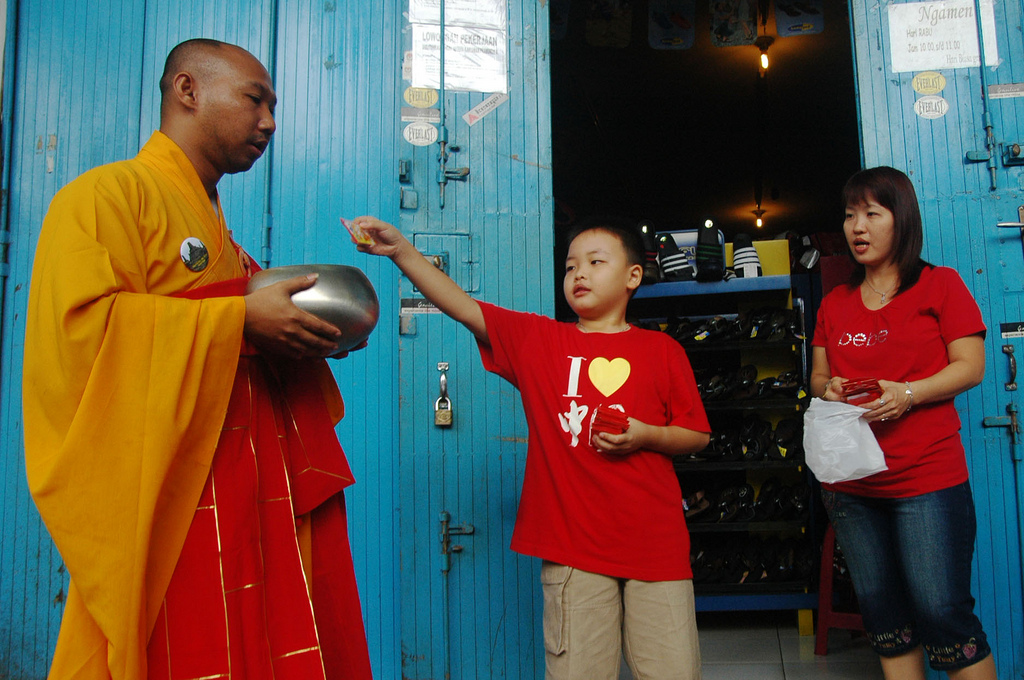
Att ge mat till munkar är ett vanligt uttryck för dāna. Fotografi från Java, Indonesien 2010

Dāna är en term på sanskrit inom buddhismen som betyder "skänkande", "givmildhet" eller "välgörenhet". Det är en mycket vanlig religiös handling inom alla de buddhistiska traditionerna, och innebär ofta att lekmän ger materiella gåvor till sanghat (munkar/nunnor/kloster). Att ge sägs leda till att den som utför givandet samlar på sig meriter, som exempelvis kan leda till att givarens nästa liv blir mer behagligt, hjälpa givaren på vägen till upplysning, eller rikta meriten till andra medvetna varelser.
Det finns flera välkända historier i den buddhistiska litteraturen om personer som varit mycket givmilda. En sådan berättelse handlar om prinsen Vessantara, som ska ha gett bort alla sina ägodelar och även sin fru och sina barn. I andra berättelser handlar det om bodhisattvor som gett bort kroppsdelar eller till och med hela sin kropp.
Gåvorna delas ofta in i tre typer: materiella gåvor, modiga gåvor, och gåvan av den buddhistiska läran (dharman). Av dessa anses gåvan av den buddhistiska läran vara den mest ädla av gåvor, och den gåva som munkar och nunnor skänker till lekmän.
Munkar och nunnor anses vara ett "fält av meriter" för lekmän. Hur stor merit gåvan ger beror på omständigheterna. Tanken och motivet bakom handlingen och gåvans mottagandet är avgörande för båda parternas karma. Om givaren ger av själviska skäl påverkar detta hur effektiv gåvan är, och om mottagaren är girig eller självisk i sitt mottagande påverkar detta negativt mottagarens karma. Vidare anses gåvor vara mer värda om de ges till den som kommit längre på den buddhistiska vägen. Därför anses gåvor som ges till munkar eller nunnor vara värda mycket mer än gåvan till en lekman. Alla gåvor anses dock vara gynnsamma för givaren, oavsett hur själviska skäl som givmildheten grundar sig i. Större gåvor anses ofta vara mer gynnsamma, men en liten gåva kan även mäta sig gentemot en stor om givarens rena sinne kompenserar för gåvans litenhet. Vidare anses det vara meritgivande att glädja sig åt andras goda handlingar.
Inom mahayana är givmildhet den första av de sex perfektionerna (paramitorna) på bodhisattvans väg mot buddhaskap, och inom theravada är det den första av tio perfektioner.